# Cord (Name)
Cord (auch Kord, Coordt, Cordt oder Kort) ist sowohl ein männlicher Vorname als auch ein Familienname. Cord ist – ebenso wie Cuno oder Kunz – eine Kurzform von Conrad und schon seit dem Mittelalter im Niederdeutschen und Dänischen gebräuchlich. Der Name Conrad (oder Konrad) bedeutet „der kühne Ratgeber“, „kühn an Rat“ und stammt aus dem Althochdeutschen. Mittelhochdeutsch ist er als Kuonrât überliefert. Die latinisierte Form ist Conradus. Weitere Varianten sind Kurt, Curt, Curd, Kurth oder Kurtu.

## Namensträger

### Vorname

#### Cord
- Cord von Döring (1325–1374), Braunschweiger Bürgermeister, Todesopfer der Großen Schicht
- Cord Brekewoldt, auch Konrad Brekewold(t) (1350–1447), deutscher Ratsherr und Bürgermeister der Hansestadt Lübeck
- Cord Bonow, auch Kord oder Kurt von Bonow († 1417 oder 1419), römisch-katholischer Geistlicher, Generalvikar des Bischofs von Cammin und Rat der Herzöge von Pommern
- Cord von Restorff (* um 1370–1415), Stammvater aller heute lebenden v. Restorffs, wird in der Zeit 1391 bis 1415 zu Radepohl und Wessin in Mecklenburg genannt
- Cord von Sarstedt, auch Conrad von Sarstedt (* um 1385, † 1440), deutscher Pfarrer, Ratsschreiber, Propst und Stifter
- Cord Cordes (* um 1410; † vor Juli 1478), deutscher Kirchenjurist, Domherr und königlich dänischer Rat
- Cord Fribusch (* vor 1431; † 1476), deutscher Glockengießer, Büchsenmeister und Schützenhauptmann
- Cord von der Lieth (* um 1460), deutscher Ritter der  Elmloher Burg (1485) und  Gutsherr
- Cord Borgentrick († nach 1490), deutscher Ölschläger, vereitelte 1490 einen Überfall von Herzog Heinrich I. d. Ä. von Braunschweig-Wolfenbüttel auf die Stadt Hannover
- Cord Bote (* vor 1475; † um 1501), deutscher Goldschmied, der als möglicher Verfasser einer Chronik über die sächsischen Fürsten angesehen wird, die als Cronecken der Sassen bezeichnet wird
- Cord Klencke, auch Konrad (* vor 1498; † 1518), deutscher Domdekan in Bremen und Verden
- Cord Gossel, auch Conrad Gossel (* bezeugt ab 1491; † 1532), deutscher Kleriker und Kanzler der Herzöge von Braunschweig-Lüneburg im Fürstentum Braunschweig-Wolfenbüttel
- Cord Broyhan († 1570), deutscher Erfinder des Broyhan-Bieres aus Hannover
- Cord Tönnis († nach 1589), deutscher Baumeister der Weserrenaissance
- Cord Baxmann (1599–1690), Wirt, Stadtpfeifer, Kaufmann und Protagonist der Sage vom Baxmann, siehe Die Sage vom Baxmann
- Cord Vegesack (1609–1697), deutscher Kaufmann, Oberalter und Ratsherr in Hamburg
- Cord Jastram (1634–1686), deutscher Reeder und Politiker des 17. Jahrhunderts
- Cord von Dorne, auch Conrad bzw. Konrad von Dorne (1625–1691), deutscher Ratsherr der Hansestadt Lübeck
- Cord Freiherr Plato von Schloen, gen. Gehle (1661–1723), deutscher Verwaltungsbeamter
- Cord Wischmann (* um 1800; † 1857), deutscher Tischlermeister und Politiker
- Cord Hachmann (1848–1905) war ein deutscher Theaterschauspieler und -regisseur
- Cord von Bülow (1892–1942), Generalmajor
- Cord von Hobe (1909–1991), deutscher General
- Cord Bothe (1920–1987), ein deutscher Politiker (CDU)
- Cord Meckseper (* 1934), deutscher Bauforscher, Architekturhistoriker und Professor
- Cord Garben (* 1943), deutscher Musiker und Musikproduzent
- Cord Degenhard (* 1950), deutscher Politiker (BIW), MdBB
- Cord Beintmann (* 1951), deutscher Journalist, Autor und Lehrer
- Cord Jakobeit (* 1958), deutscher Politikwissenschaftler und Professor an der Universität Hamburg
- Cord Meier-Klodt (* 1958), deutscher Diplomat
- Cord Riechelmann (* 1960), deutscher Journalist, Biologe und Philosoph
- Cord Bockhop (* 1967), deutscher Landrat (CDU) des Landkreises Diepholz
- Cord Dreyer (* 1962), deutscher Journalist und ehemaliger Chefredakteur der Nachrichtenagenturen dapd und dpa-AFX
- Cord Manhenke (* 1965), deutscher Handballspieler und heutiger Kardiologe
- Cord Mysegaes (* 1968), deutscher Vielseitigkeitsreiter
- Cord Schellenberg (* 1968), deutscher Fernsehjournalist und Luftfahrtexperte
- Cord Arendes (* 1971), deutscher Zeithistoriker und Professor für Public History

#### Cordt
- Cordt Kauffung, auch Cuntz von Kauffung, eigentlich Kunrat von Kouffungen (* um 1410; † 1455), sächsischer Adliger (Junker), der in die sächsische Geschichte als Initiator des Altenburger Prinzenraubes einging
- Cordt Wolters († 1591), deutscher Ratsherr der Hansestadt Lübeck und Unteradmiral der Lübecker Flotte
- Cordt Plato von Schloen zu Hollwinkel genannt Gehlen (1577–1650), deutscher General in dänischen Diensten und Landdrost der Grafschaft Diepholz
- Cordt Freiherr von Brandis (1874–1945), deutscher General
- Cordt von Brandis (1888–1972), deutscher Offizier und Freikorpsführer
- Cordt Schmidt (1935–2021), deutscher Elektrochemiker und Professor für Elektrochemie und Galvanotechnik
- Cordt Schnibben (* 1952), deutscher Journalist

#### Coordt
- Coordt von Mannstein (* 1937), deutscher Kommunikationswissenschaftler und Professor

#### Cort
- Cort van der Linden (1846–1935), niederländischer Ministerpräsident

#### Kord
- Kord Garmers, auch Cord oder Conrad († 1612), deutscher Bürgermeister der Hansestadt Lübeck

#### Kort
- Kort Bitz, auch Konrad († 1489), finnischer Bischof von Turku
- Kort Kamphues, auch Kord oder Cord (van/von) Kamphu(i)s (1530–1578), Coesfelder Stadtrichter, der der Wegelagerei und der Brandstiftung an seiner Heimatstadt bezichtigt wurde, in Ungnade fiel und schließlich hingerichtet wurde

### Zweiter Vorname und Doppelname
- Siegfried Lambert Cord von Hobe, Freiherr von Gelting (1816–1877), Ständedeputierter der größeren adeligen Güter in der schleswigschen Ständeversammlung
- Hans-Cord Graf von Bothmer (1936–2021), deutscher Politiker
- Hans-Cord Sarnighausen (* 1936), deutscher Richter, Genealoge und Regionalhistoriker
- Cord-Friedrich Berghahn (* 1969), deutscher außerplanmäßiger Professor für Neuere deutsche Literatur an der Technischen Universität Braunschweig, Präsident der Lessing-Akademie und des Israel-Jacobson-Netzwerks sowie Hauptherausgeber der Germanisch-Romanischen Monatsschrift

### Spitzname
- Konrad von Tecklenburg-Schwerin, auch der dolle Cord genannt (* 1501; † 6. oder 16. Juni 1557), deutscher Graf von Tecklenburg und Herr von Rheda, von 1541 bis 1546 auch Graf von Lingen

### Familienname
- Alex Cord (1933–2021), US-amerikanischer Schauspieler
- Anna Cord (* 1982), deutsche Geografin, Biologin und Hochschullehrerin
- Chris Cord (* 1940), US-amerikanischer Autorennfahrer
- Errett Lobban Cord (1894–1974), US-amerikanischer Transport-Unternehmer